# Christine Hofmeister

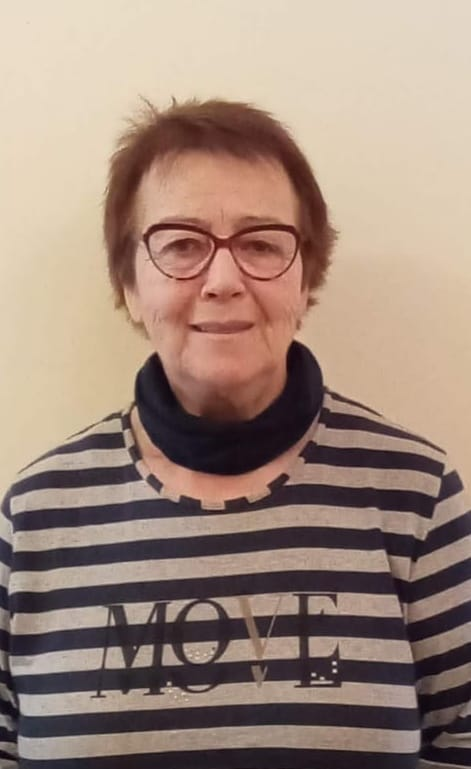
Christine Hofmeister anlässlich der Verleihung des Mérite Européen in Wien am 10. Dezember 2022

Christine Hofmeister (auch: Christa Hofmeister, * 31. März 1951 in Feldbach, Steiermark) ist eine Europaaktivistin, Ausstellungsgestalterin und Autorin aus Österreich.
Das Motto:

„Das Europa der Vielfalt bleibt in der Einheit stecken, wenn wir es versäumen, Europäer heranzubilden.“

war für sie lebenslang Richtschnur für ihre europapolitischen Aktivitäten. Sie ist auch als Europachristl bekannt.

## Leben und Wirken

### Ausbildung und Arbeit
Christine Hofmeister besuchte die Volks- und Hauptschule in Feldbach. Danach folgte die Berufsausbildung zum Textilkaufmann in Feldbach. Diese Ausbildung ergänzte sie mit Fachseminaren für Zeitungswesen, Druckhandwerk sowie Theater und Rhetorik.

### Europapolitisches Wirken
Christine Hofmeister begann ihre europapolitische Aktivität anlässlich der Grenzaktionen der Europäischen Föderalistischen Bewegung Steiermark in Thörl-Maglern 1967 („Alle Europäer wollen reisen ohne Grenzkontrollen“) und 1968 unter dem Motto Eine Währung für Europa. Es wurde für ein vereintes Europa geworben und für eine gemeinsame europäische Währung und bereits der Name Euro dafür vorgeschlagen und Euro-Münzen zum Test geprägt.
Sie wurde Mitglied des Bundes Europäischer Jugend (JEF) Steiermark. Als Mitarbeiterin („guter Geist“ von Schloss Forchtenstein) und geschäftsführende Vorsitzende des Karl-Brunner-Europahauses in Neumarkt (ab 2014) hat sie maßgeblich über Jahrzehnte die Entwicklung und umfassende Ausrichtung der Europäischen Föderalistischen Bewegung Österreich (EFB) und des Europahauses in der Steiermark gestaltet. Christine Hofmeister war auch viele Jahre Chefredakteurin der Zeitschrift Europastimme.
Die von Christine Hofmeister gestalteten mobilen Ausstellungen zum Thema Vom Schilling zum Euro, Europa und Schengen, Der Freiheitskampf der Ungarn / Magyar forradalom 1956, 60 Jahre Europarat  und Die Erweiterung der EU wurden in Österreich, Italien, Deutschland, Slowenien, Slowakei, Rumänien und Ungarn präsentiert und es besuchten über 1,3 Millionen Menschen diese Ausstellungen.

## Mitgliedschaften
- Europäische Föderalistische Bewegung (EFB) / EuropaUnion Vorarlberg.
- Bund Europäischer Jugend Steiermark (BEJ/JEF).
- Mitglied des Karl-Brunner-Europahauses in Neumarkt.
- Mitglied des Bundeskomitees der Union Europäischer Föderalisten (Dachorganisation der Europäischen Föderalistischen Bewegung).
- Mitglied des Präsidiums des Europäischen Erzieherbundes Österreich (AEDE) und im Landesverband Steiermark.
- Mitglied des Landesvorstandes der Liga für die Vereinten Nationen.
- Mitglied und Vizepräsidentin der Österreichischen Organisationen der Europäischen Bewegung – Europäische Bewegung Österreich.
- Mitglied des Freundschaftsvereines Baranya/Steiermark (BASTEI) Steiermark und Pécs, Ungarn.[2]
- Ehrenmitglied beim Kultur- und Erwachsenenbildungsverein DEUTSCHE VORTRAGSREIHE RESCHITZA.
- Ehrenmitglied beim Kulturverein deutschsprachiger Frauen „Brücken“ Marburg a.d. Drau.

## Auszeichnungen (Auswahl)
- Trägerin der Medaille „35 Jahre Kultur- und Erwachsenenbildungsverein DEUTSCHE VORTRAGSREIHE RESCHITZA“ (2022),
- Trägerin des Meilensteinpreises des Landes Steiermark (2011),[6]
- Mérite Européen in Silber (2009),
- Auszeichnungspreis  des Präsidenten der Generalversammlung der Selbstverwaltung des Komitetes Baranya (2005)
- Trägerin des Goldenen Ehrenzeichens des Landes Steiermark (2002),[7]
- Mérite Européen in Bronze (1979).[8][2]

## Weitere Aktivitäten
Christine Hofmeister spielte auch von 1978 bis 1995 als Laienschauspielerin in Feldbach. Sie spielte z. B. die Rolle der Mirandolina in Carlo Goldonis „Die Wirtin“ (1981), Quirlefix im Märchen „Frau Holle“ nach den Gebrüdern Grimm (1979), die „Blumenhexe von Riegersburg“ Katharina Paldauf im Stück „In Gottes und des Teufels Namen“ (1980) sowie im Marionettentheater „Picknick im Felde“ von Fernando Arrabal (1980). Sie war auch Gastspielerin bei der Europabühne Gleisdorf. Bis 2014 fungierte sie noch als Spielberaterin für Laiengruppen in Feldbach. Diese Aufgabe bekam sie 1984 vom Landesjugendreferat der Steiermärkischen Landesregierung übertragen. Von 1997 bis 2013 die Funktion als Bezirksjugendreferentin inne.

## Veröffentlichungen
- Christine Hofmeister (Hrsg.): Europastimme, gebundene Ausgabe von 1955 bis 1996, Feldbach 1996, Europäische Föderalistische Bewegung Österreich.
- Christine Hofmeister: Europa und Schengen, Ausstellungsbuch und Gestaltung der Wanderausstellung, Feldbach 2007, Europäische Föderalistische Bewegung Österreich.
- Christine Hofmeister, Der Freiheitskampf der Ungarn / Magyar forradalom 1956, Ausstellungsbuch und Gestaltung der Wanderausstellung, Feldbach 2006, Europäische Föderalistische Bewegung.
- Christine Hofmeister,: Die Erweiterung der EU, Ausstellungsbuch und Gestaltung der Wanderausstellung, Feldbach 2000/2004, Europäische Föderalistische Bewegung.
- Christine Hofmeister: Die Erweiterung der EU : EU-Beitrittskandidaten stellen sich vor, Feldbach 2004, Europäische Föderalistische Bewegung.[2]
- Wandkarte und Tischunterlage „Europa auf einen Blick“, 2008
- „60 Jahre Karl Brunner Europahaus Neumarkt“, gewidmet dem Mitbegründer des Europahauses Max Wratschgo zu seinem 70. Geburtstag.